# Tóth Bertalan (kéményseprő)
Tóth Bertalan (Berti bácsi,, ukránul: Берталан Берталанович Товт) (Mezőkaszony, 1949. július 27. –) kárpátaljai magyar kéményseprő, Munkács díszpolgára.

## Pályafutása
Tóth Bertalan szakmáját apósától örökölte. Munkácson alapított családot, és 1973-tól kezdve tisztította a kéményeket a városban, ahol fekete kerékpárjával közlekedett. Ő az utolsó magyar kéményseprő Munkácson. Pályafutása során öt fiatal kollégáját képezte ki, ők azonban máshol (ketten Beregszászon, ketten Magyarországon, egy Szolyván) dolgoznak.
Nyugdíjba vonult; feleségével két gyermeket neveltek fel.

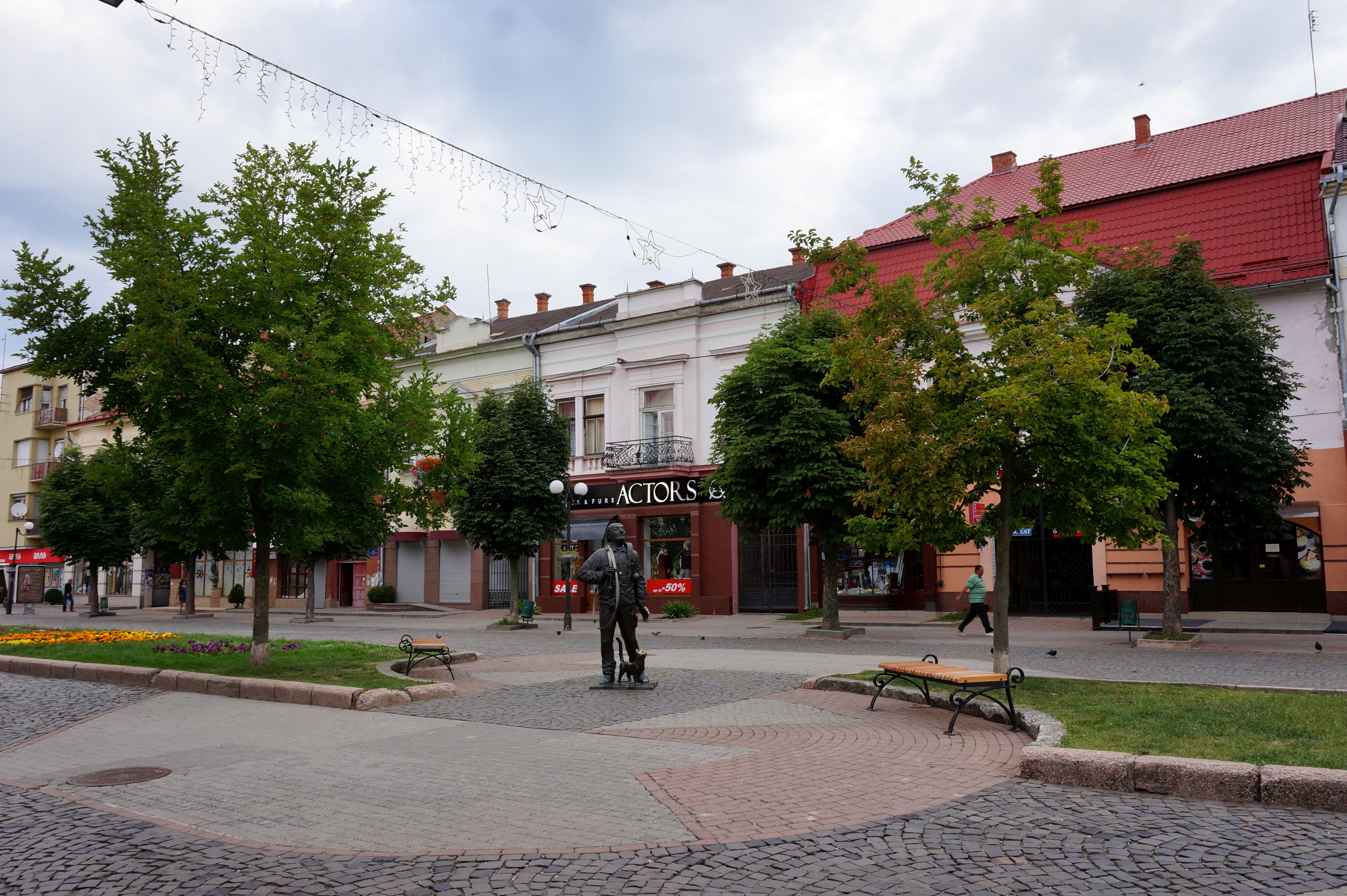
A boldog kéményseprő szobra Munkácson

## Elismerések
Róla mintázta Ivan Brovdi, Ukrajna Népi Művésze a Munkácson 2010-ben felállított A boldog kéményseprő című köztéri bronzszobrot.
Születésnapjához igazítva, minden év július 27-én kéményseprőtalálkozót rendeznek a városban, melyre 2019-ben Kijevből, Magyarországról, Észtországból és Lettországból is érkeztek kéményseprők.
- Munkács díszpolgára (2020)[10]